# 黃全初
黄全初（？—？），字性甫，号鏡宇，南直隶徽州府歙县黄村人。明朝政治人物、進士出身。

## 生平
万历十六年戊子科举人，十七年（1589年）己丑科進士，知崇德县。比岁不登，逋赋至十五萬，力请蠲豁，当事不可，遂移疾归。起復南武學教授，遷南京國子監博士，歴升南户部主事，军饷多冒支，悉釐其弊，岁省萬四千缗。晉员外、郎中，以内计罢，卒年七十。

## 家族
曾祖黄桂。祖父黄瑩。父黄思明，生员。
子黃願素，萬曆己未進士。